# Tymoteusz (postać biblijna)
Tymoteusz Apostoł (gr. Τιμόθεος, cs. Apostoł Timofiej) – uczeń Pawła Apostoła, pierwszy biskup Efezu, święty Kościoła katolickiego i prawosławnego.

## Życiorys
Urodził się w miasteczku Listra w Azji Mniejszej. Jego ojciec Grek był poganinem, a matka imieniem Eunike Żydówką. Babka nosiła imię Lois. Chłopiec uwierzył zwiastowanej Ewangelii przez apostoła Pawła i stał się jego uczniem. Opowiadają o tym Dzieje Apostolskie (16, 1-4). Stał się jego towarzyszem i wiernym współpracownikiem. Apostoł nazywał go nawet swym umiłowanym i rodzonym dzieckiem i pomimo młodego wieku przygotował do służby i ordynował na prezbitera.
Paweł obchodził wraz z Tymoteuszem krainy Azji Mniejszej, odwiedzając wiernych i zachęcając do przestrzegania postanowień powziętych w Jerozolimie. Obaj byli też w Macedonii, Atenach i Koryncie oraz gdy pisał Listy do Rzymian, Kolosan, Filipian, Filemona. Św. Paweł powierzył mu duszpasterską opiekę nad chrześcijanami w Efezie, gdzie Tymoteusz został pierwszym biskupem. Sprawując tę funkcję otrzymał od apostoła dwa listy pasterskie, będące swego rodzaju instrukcjami dla „pasterzy” Kościoła.
Tradycja głosi, że Tymoteusz miał ponieść śmierć męczeńską za panowania Trajana z rąk rozjuszonego tłumu pogańskiego, który rzucił się na biskupa i pobił go na śmierć, kiedy ten publicznie zaprotestował przeciwko krwawym igrzyskom. Martyrologium Rzymskie podaje jeszcze inną wersję: biskup miał występować przeciwko czci pogańskiej bogini Diany, która w Efezie miała swoje sanktuarium. Możliwe, że obie przyczyny były powodem jego śmierci około roku 97. Dlatego do roku 1969 św. Tymoteusz był w Kościele wspominany jako męczennik. Od ostatniej reformy liturgicznej Kościół wspomina go w liturgii jako wyznawcę w przekonaniu, że nie spędził on ostatnich chwil życia jako męczennik, choć wcześniej musiał wiele wycierpieć dla sprawy Chrystusa.

## Kult
W 356 r. relikwie Tymoteusza przeniesiono do Konstantynopola i złożono w Kościele Świętych Apostołów. W XII wieku krzyżowcy wywieźli je do włoskiego miasta Termoli. Zamurowane, zostały odnalezione w 1945.
 Tymoteusz obok św. apostoła Tytusa uważany jest za patrona Krety.
Kościół prawosławny wspomina świętego dwukrotnie:  
- 4/17 stycznia[c], tj. 17 stycznia według kalendarza gregoriańskiego (Sobór siedemdziesięciu Apostołów),
- 22 stycznia/4 lutego tj. 4 lutego.

Wspomnienie liturgiczne świętego w Kościele katolickim w Novus Ordo Missæ obchodzone jest 26 stycznia, razem ze św. Tytusem, a w tradycyjnym obrządku 24 stycznia.

### Ikonografia
W sztuce wczesnochrześcijańskiej Tymoteusz przedstawiany był w sposób typowy dla apostołów: w tunice i sandałach. W późniejszym okresie ukształtował się jego wizerunek jako mężczyzny w średnim wieku z krótką, kasztanową brodą, w liturgicznych biskupich szatach, przeważnie z dominującą czerwienią. W dłoniach trzyma Ewangelię.
Poczynając od XII wieku apostoł jako jeden z dwóch lub trzech biskupów występuje na ikonach Zaśnięcia Bogurodzicy (Zaśnięcie Matki Bożej.).
W sztuce zachodniej jego atrybutem są leżące u stóp kamienie.